# Nazionale maschile di beach soccer della Serbia
La nazionale di beach soccer della Serbia rappresenta la Serbia nelle competizioni internazionali di beach soccer.

## Rosa
Aggiornata a giugno 2016
| N. |                   | Ruolo | Calciatore          |
| -- | ----------------- | ----- | ------------------- |
| 1  | Serbia (bandiera) | P     | Marko Milivojević   |
| 2  | Serbia (bandiera) | C     | Nemanja Filimonović |
| 3  | Serbia (bandiera) | D     | Filip Antić         |
| 5  | Serbia (bandiera) | D     | Nikola Mijailović   |
| 6  | Serbia (bandiera) | C     | Nikola Valentić     |

| N. |                   | Ruolo | Calciatore        |
| -- | ----------------- | ----- | ----------------- |
| 7  | Serbia (bandiera) | C     | Nikola Čubrilović |
| 8  | Serbia (bandiera) | C     | Marko Lazić       |
| 9  | Serbia (bandiera) | A     | Mladen Jovančić   |
| 10 | Serbia (bandiera) | A     | Mihailo Jovanović |
| 11 | Serbia (bandiera) | D     | Nemanja Vučićević |
| 12 | Serbia (bandiera) | P     | Mihailo Pantelić  |

Allenatore: Dejan Knežević